# 신라의 관등
신라의 관직 제도는 법흥왕 때 완성된 경위(京位) 17 관등과 외위(外位) 11관등으로 구성되었는데, 지방인에게 주는 11위는 통일신라 이후인 674년(문무왕 14년)에 지방세력가들을 지배체제 속에 포섭하기 위해서 지방 출신에게도 일률적으로 경위를 주게 됨에 따라 자연히 폐지되었다.

## 개설
신라의 통용 신분체제인 골품제에는 형식상 왕/귀족 · 6두품 · 5두품 · 4두품 이외 기타(외국인) 신분이 있었다.
왕과 귀족인 성골과 진골과 더불어 두품의 분류에 따라서 신분 규정이 있었다.
성골과 진골은 중요 관등 중의 하나인 이벌찬까지 직임할 수 있어, 형식상으로 신라 사회 질서의 기준이 되었으나, 그 외의 신분 체제인 6두품, 5두품, 4두품은 중요 관등인 대아찬, 잡찬, 이벌찬, 파진찬, 이척찬까지의 직임은 이르기 어려운 점이 있었다. 하지만 자색 공복을 입게 되는 5순위 이상 관등들은 신라 사회의 분열을 막기 위한 상징과 명예 직임에 가까웠으며 (*물론 실권이 완전히 없었던 것은 아니다. 신라 사회가 쉽게 무너지지 않고 오랫동안 유지되어 왔던 것도 이들 때문이었다.) 그러한 고정된 신분체제의 대응으로 실세라고 할 수 있는 관직은 6두품, 5두품, 4두품들이 자치하는 경우가 많았다.
또한 골품제와 두품 및 직임 중인 관직에 따라서 거주하는 집의 형태와 크기·지붕·공복 등의 차별 규정이 있었다.
1등위부터 5등위까지의 관직은 "적(赤)색과 청(靑)색을 합친 색깔인 보라(紫)색" 공복(公服)을 입도록 했고, 6등위(아찬)부터는 비(緋)색 공복, 10등위(대나마)부터는 청색 공복을, 12등위(대사)부터 17등위까지는 황색 공복을 입도록 규정하였다.
신라의 골품제는 관직에도 어느 정도 영향을 미쳤다. 또한 육정(六停)을 비롯한 군대의 최고 지휘관인 장군은 9등위인 급벌찬부터 1등위인 이벌찬까지 있지만, 가능한 경우 성골과 진골만이 되도록 규정했다. 이러한 신분 규정의 목적은 단지 계급의 서열화를 위한 것이 아니라 신라 사회의 특수성을 반영한 것이었다. 신라는 사로 6촌이라는 연맹체를 시초로 한 나라였으며 따라서 각각 다른 시조와 본류를 지닌 출신 성분을 서로 구별하여 그에 따른 다소 특수 이상적인 신분 사회를 구성하려 하였다. 골품제가 완전히 경직된 신분체계는 아니었으나 일반적으로 신라 사회에서 형식적 인식이 있었던 것일뿐이었다.
또한 왕의 아버지나 장인은 갈문왕에 봉해졌다. 갈문왕은 유사시 왕권이 흔들릴 경우에 대비해서 봉해지는 것으로써 직접적인 권위는 없지만 특수한 경우 왕권에 오를 수 있는 조선시대의 대군과 비슷한 작위였다. 따라서 왕의 사촌과 같은 친족 중에서 봉해졌다고 한다.

## 경위 17관등
제2대 남해 차차웅이 석탈해를 대보(大輔)에 임명한 것이 최초의 기록이며,  신라의 관직제도는 삼국사기 잡지 7권에 상세히 기술되어 있다. 제3대 유리 이사금이 관위 17등급을 설치하였다고 신라본기에 기록되어 있다. 관직의 분류에 따라서 착용 의복색이 달랐으며 (일반적으로 자색, 비색(緋色), 청색, 황색의 4색 구분), 또한 골품제에 따라서 입직 가능한 관직의 제한 규정이 있었다. 그러나 골품제에 관련없이 현재 재직 중인 관직의 분류에 해당하는 복색만을 착용해야했다.
| 구 분 | 관 직 명                                           | 성 골 | 진 골 | 6 두품 | 5 두품 | 4 두품 | 중 시 (령) | 도 독 | 사 신 | 시 랑 (경) | 군 태수 | 현 령 |
| 1     | 이벌찬, 이벌간, 우벌찬, 각간, 각찬, 서발한, 서불한 |       |       |        |        |        |            |       |       |            |         |       |
| 2     | 이척찬, 혹은 이찬                                  |       |       |        |        |        |            |       |       |            |         |       |
| 3     | 잡찬, 혹은 잡판, 소판                              |       |       |        |        |        |            |       |       |            |         |       |
| 4     | 파진찬, 해간, 파미간                               |       |       |        |        |        |            |       |       |            |         |       |
| 5     | 대아찬                                             |       |       |        |        |        |            |       |       |            |         |       |
| 6     | 아찬, 혹은 아척간                                  |       |       |        |        |        |            |       |       |            |         |       |
| 7     | 일길찬, 혹은 을길간                                |       |       |        |        |        |            |       |       |            |         |       |
| 8     | 사찬, 혹은 살찬, 사돌간                            |       |       |        |        |        |            |       |       |            |         |       |
| 9     | 급벌찬, 혹은 급찬, 급복간                          |       |       |        |        |        |            |       |       |            |         |       |
| 10    | 대나마, 혹은 대나말                                |       |       |        |        |        |            |       |       |            |         |       |
| 11    | 나마, 혹은 나말                                    |       |       |        |        |        |            |       |       |            |         |       |
| 12    | 대사, 혹은 한사                                    |       |       |        |        |        |            |       |       |            |         |       |
| 13    | 사지, 혹은 소사                                    |       |       |        |        |        |            |       |       |            |         |       |
| 14    | 길사, 혹은 계지, 길차                              |       |       |        |        |        |            |       |       |            |         |       |
| 15    | 대오, 혹은 대오지                                  |       |       |        |        |        |            |       |       |            |         |       |
| 16    | 소오, 혹은 소오지                                  |       |       |        |        |        |            |       |       |            |         |       |
| 17    | 조위, 혹은 선저지                                  |       |       |        |        |        |            |       |       |            |         |       |

## 외위 11관등
신라시대 지방인에게 주는 관위(官位)로 11개 관등이 있었다.
| 외위 | 경위 | 관 직 명               | 대응 경위명           |
| ---- | ---- | ---------------------- | --------------------- |
| 1    | 7    | 악간(嶽干)             | 일길찬                |
| 2    | 8    | 술간(述干)             | 사찬                  |
| 3    | 9    | 고간(高干)             | 급벌찬                |
| 4    | 10   | 귀간(貴干)             | 대나마                |
| 5    | 11   | 선간(選干), 찬간(撰干) | 나마                  |
| 6    | 12   | 상간(上干)             | 대사                  |
| 7    | 13   | 간(干)                 | 사지, 혹은 소사       |
| 8    | 14   | 일벌(一伐)             | 길사, 혹은 계지, 길차 |
| 9    | 15   | 일척(一尺)             | 대오, 혹은 대오지     |
| 10   | 16   | 피일(彼日)             | 소오, 혹은 소오지     |
| 11   | 17   | 아척(阿尺)             | 조위, 혹은 선저지     |

삼국통일 무렵인 674년(문무왕 14년)에 육도의 진골이 오경과 구주에 출거하게 되어 지방세력가들을 지배체제 속에 포섭하기 위해서 지방 출신에게도 일률적으로 경위를 주게 됨에 따라 자연히 폐지되었다.

## 신라의 임시 관위
- 대각간(大角干) 혹은 대서발한(大舒發翰) : 신라 태종 무열왕 7년인 660년 백제를 정벌한 각간 김유신에게 종전 17관등에 한 단계 더한 것이다.
- 태대각간(太大角干) 혹은 태대서발한(太大舒發翰) : 신라 문무왕 8년인 668년 고구려를 정복한 뒤 대각간 김유신에게 종전 17관등과 대각간에 한 단계 더 얹어 표창한 것이다.

이 두 관위는 오늘날의 부통령에 해당되며 태대각간의 경우는 신라 역사상 김유신이 유일하게 오른 관직이다. 이후 김인문만이 태대각간으로 추증되었다.

## 상대등과 시중
상대등(上大等)은 신라 법흥왕 때 설치한 귀족회의의 의장으로, 실질적으로 수상과 비슷했다. 시중(侍中)은 집사부의 장관으로, 진덕여왕 때 수상직을 맡아 상대등과 맞서게 되었다. 남북국 시대에는 다시 상대등의 권한이 강해졌다.

## 같이 보기
- 발해의 관직
- 고구려의 관직
- 백제의 관직